# Jou
|  | Aquest article tracta sobre un estri de ramaderia. Si cerqueu altres dignificats, vegeu «Jou (desambiguació)». |

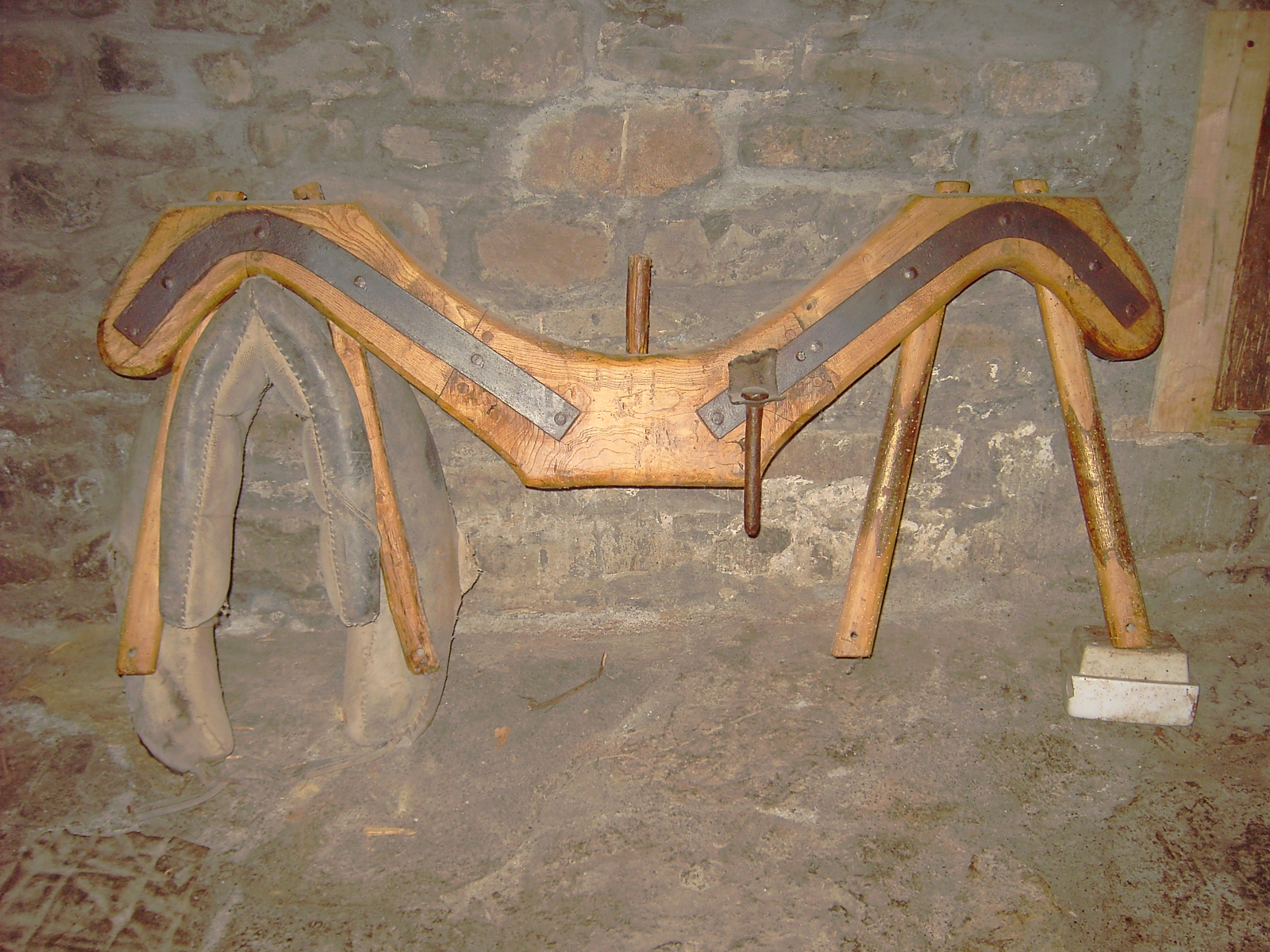
Jou amb la collera

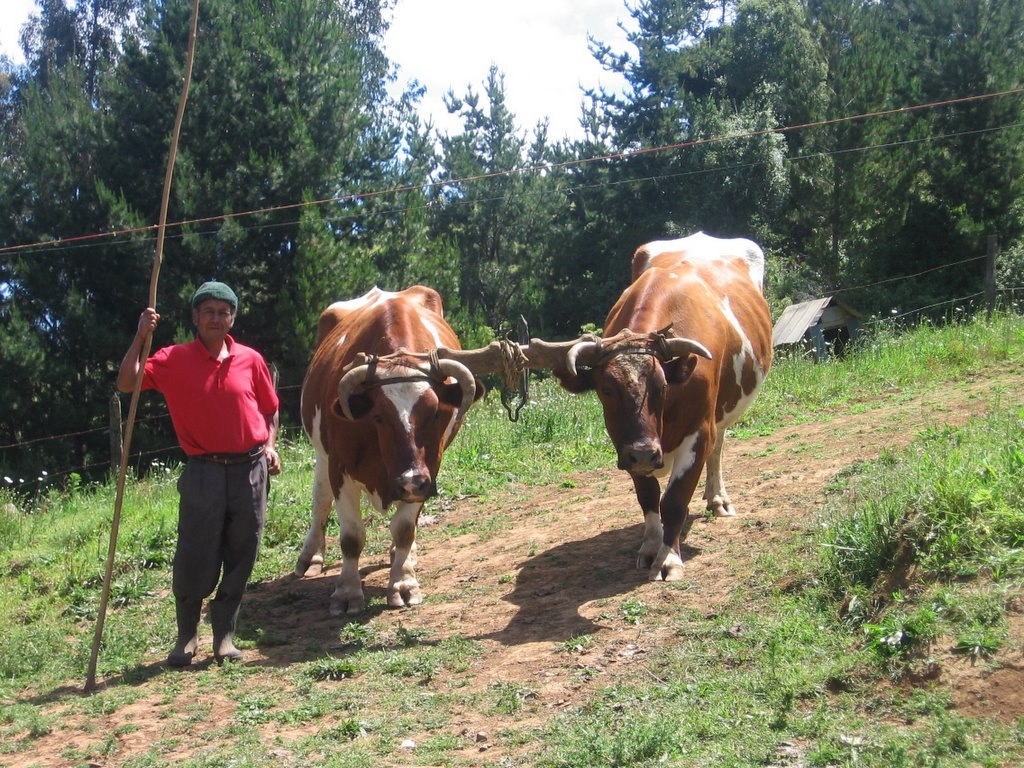
Dos bous units per un jou

Un jou (del llatí iugum) és una peça de fusta o de ferro, més o menys corbada, amb la qual dos bous, ases, etc., són junyits pel cap o pel coll a l'arada o al carro. A l'antiga Roma, el jou també era una pica col·locada horitzontalment sobre dues piques baixes i verticals sota la qual es feien passar els enemics vençuts a tall d'humiliació i punició simbòlica.
El terme prové del llatí iugum, el qual, al seu torn, està relacionat amb el sànscrit yug, 'unió'. Per extensió, s'aplica en sentit figurat en aquelles circumstàncies o situacions en què la llibertat d'algú està en dubte (estar sota el jou d'algú).
De la persona que feia jous se'n deia jover. Indirectament relacionat amb els jous, a Catalunya hi havia un impost medieval anomenat bovatge que gravava cada parella de bous.

## Funcions
La funció d'un jou era (I encara és en moltes contrades) la de mantenir dos bous (o altres animals) units per a permetre l'aprofitament de la seva força de tracció. El jou podia fermar-se a una llança de carro, a una arada, al braç d'una sínia o d'un molí… etc.

## Variants
Per la seva forma constructiva hi ha diverses formes de jous, llistades en la columna següent:
- de cap
- de collars
- de tellols
- de camelles
- de carro
- de llaurar

El Diccionari català-valencià-balear mostra imatges dels diferents jous esmentats amb la terminologia associada.

## Heràldica
En heràldica, el jou fou l'emblema de Ferran d'Aragó i es combinà amb el nus gordià tallat i, de vegades, amb el lema «Tanto monta» també propi del rei. El jou era un símbol de la força de la unió dels Estats de la Corona d'Aragó i dels perills de la divisió. Equival, doncs, a la mata de jonc de Ramon Muntaner i al manat d'astes de llança d'Anselm Turmeda («Un eximpli us en vull dar: / tres llances ensems lligades / a tard se ponan trencar / mentre sien ajustades, / e si són deseparades / rompran-se lleugerament; / mentre hi haja uniment / jamai no seran trencades.»)
El jou fou triat i emprat per Ferran en homenatge a la seva muller Isabel I de Castella perquè la inicial de la paraula jou en castellà (yugo) és la mateixa Y inicial d'Isabel (Ysabel, en ortografia de l'època). Ferran també emprava la Y d'Ysabel com a emblema propi i pel mateix motiu. En correspondència, Isabel emprava un feix de sagetes perquè la paraula en castellà (flechas) començava amb la lletra inicial del nom del seu marit (Ferran en català i Fernando en castellà).
A les monedes dels regnes de la Corona d'Aragó s'empraren les sagetes i el jou, sempre separats, només acompanyant l'escut compost dels escuts dels dos reis. La F i la Y s'empraren a les monedes castellanes, una a l'anvers i l'altra al revers, o totes dues a la mateixa cara, representant els dos reis, així com s'empraren en les mateixes combinacions el jou i les sagetes.
Com al principi a les monedes de Castella s'empraven els escuts dels Estats de cada rei a una cara diferent o un al costat de l'altre, a la manera catalana, la combinació dels emblemes dels dos reis junts, però sense unir-se representava: a) la separació dels Estats propis de cada rei, b) que cada rei era sobirà en exclusiva als seus propis Estats, c) que als Estats del consort, l'altre només era rei consort o regent en cas de mort de l'altre.
Al segle xx, el símbol del jou i les fletxes fou adoptat per la Falange Espanyola però units, representant un estat unitari i totalment centralitzat.